# Linn Bülow
Linn Maria Bülow, född 13 mars 1986 i Lund, är en svensk skådespelare.
Hon är känd för rollen som Lillan Olsson i SVT:s julkalender Mysteriet på Greveholm. Som barn sjöng hon på ett flertal CD-skivor till exempel Älskade barnvisor. Hon har dubbat en del reklamfilmer och datorspel samt filmen Den lilla prinsessan där hon lade rösten till huvudrollen Sara. Bülow var medlem i gruppen Slam tillsammans med bland andra Samuel Haus som Grammisnominerades 2001. Hon har medverkat i både musikaler och spex i Lund.
Bülow är legitimerad psykolog.

## Filmografi
- 1996 – Mysteriet på Greveholm (TV-serie)
- 1997 – Den lilla prinsessan (röst)
- 2006 – Frostbiten[8]
- 2012 – Mysteriet på Greveholm – Grevens återkomst (TV-serie)

## Diskografi
- 2000 – Mittemellan liten och stor